# Daniel Besson
Daniel Besson (Besson, 1948 o 1949) és un empresari francès de l'Alier que des del mes de novembre de 2012 és el president de la USAP de Perpinyà.